# Five card major

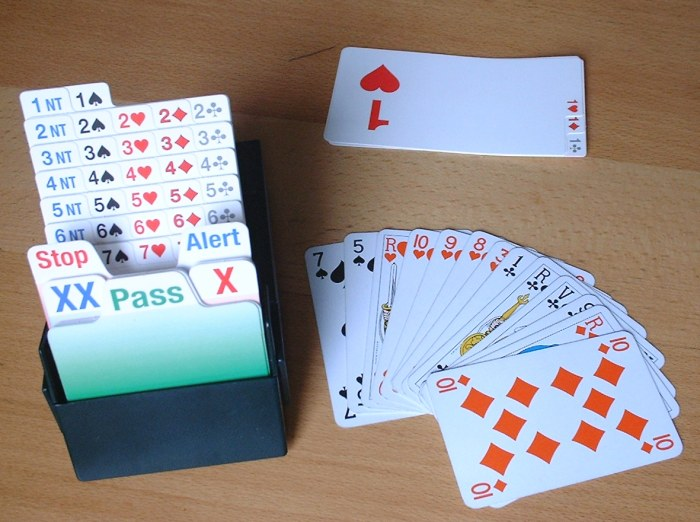

Five card major eller femkorts högfärg är ett budgivningssystem i Bridge, vilket karakteriseras av att om en spelare med tillräckligt stark hand har 5 kort i en högfärg (spader och hjärter)eller fler, så öppnar denne budgivningen (om möjligt; någon annan spelare kan hinna före) med öppningsbuden 1 Hjärter eller 1 Spader. Andra bud betyder avsaknad av fem kort i högfärg. Detta innebär att partnern kan stödja öppningsfärgen med endast tre kort. Om möjligt söker man i första hand s.k. utgång (vilket ger hög extra bonus) i högfärgerna. Är detta inte möjlig kan utgång utan trumf (sang) bli aktuell. Lågfäger (klöver och ruter) är mycket svårare att komma till utgång i, och används i budgivningen enbart i nödfall, för såvida man inte tror sig kunna spela hem en s.k. slam. Systemet är det vanligaste i USA, men har på senare år fått allt starkare fotfäste i Europa, då det har många fördelar i jämförelse med till exempel modern standard, framförallt då det gäller att hitta högfärger med kortfördelning 5-3 inom paret, utan att göra det svårare att hitta 4-4 fördelning. 
Öppningsexempel (gränserna kan variera, men ska vara klargjorda inför spelet)
- 1 Klöver   12-21p, max 4 kort i hjärter och spader (kan vara 3 kort i klöver om fördelningen är ex.vis 4423 eller 4333) (fördelningen är i spader-hjärter-ruter-klöver)
- 1 Ruter    12-21p, max 4 kort i hjärter eller spader (kan vara 3 kort i ruter om fördelningen 4432)
- 1 Hjärter  12-21p, min 5 kort i hjärter
- 1 Spader   12-21p, min 5 kort i spader
- 1 Sang     14-17 hp, (i nödfall även 18 hp) ej 5 kort i hjärter eller spader . Jämn hand. (4333/4432/4423/3352/3325, dvs utan 5 korts högfärg)
- 2 Klöver   22p- eller mer (utom då 3 Sang kan passa bättre), partnern får ej passa
  - Övriga tvåöppningar i färg är omdiskuterade i alla grundsystem - följande är bara exempel:
- 2 Ruter    (särskilt omdiskuterat) ibland kortfördelning 4450 / 4405 / 4441 (ej 5 kort i hjärter/spader) & 18-21p;helt andra versioner finns också.
- 2 Hjärter c:a 9-11p och 7 kort i hjärter (inkl Äss/K+D) eller c:a 12p och 6 kort i hjärter (versioner med höga poäng finns)
- 2 Spader c:a 9-11p och 7 kort i spader (inkl Äss/K+D) eller c:a 12p och 6 kort i spader (versioner med höga poäng finns)
- 2 Sang     20-21 hp, (i nödfall även 19 hp), ej 5 kort i hjärter eller spader. Jämn hand som 1 Sang.
- 3 färg-uppåt spärrbud
- 3 Sang     "Jag spelar hem 3 Sang utan hjälp" - öppningsbudet 2 klöver är dock att föredra framför 3 sang, särskilt om partnern inte bjudit ännu. Om partnern skulle råka ha en hyfsad hand (trots att öppnaren lär ha minst 25 honnörspoäng av de 40 som finns i leken) så kan budutrymmet mellan 2 ruter och 3 spader utnyttjas bättre. Öppningsbudet 2 klöver är krav, och med undantag av utvecklingen svar 2 ruter följt av återbudet 2 sang av öppnaren, dessutom krav till utgång. Det är därför svårt att se fördelen med att öppna på 3 sang framför 2 klöver.